# Колібрі-кокетка рудохвостий
Колі́брі-коке́тка рудохвостий (Lophornis chalybeus) — вид серпокрильцеподібних птахів родини колібрієвих (Trochilidae). Ендемік Бразилії. Раніше вважався конспецифічним з Lophornis verreauxii.

## Опис

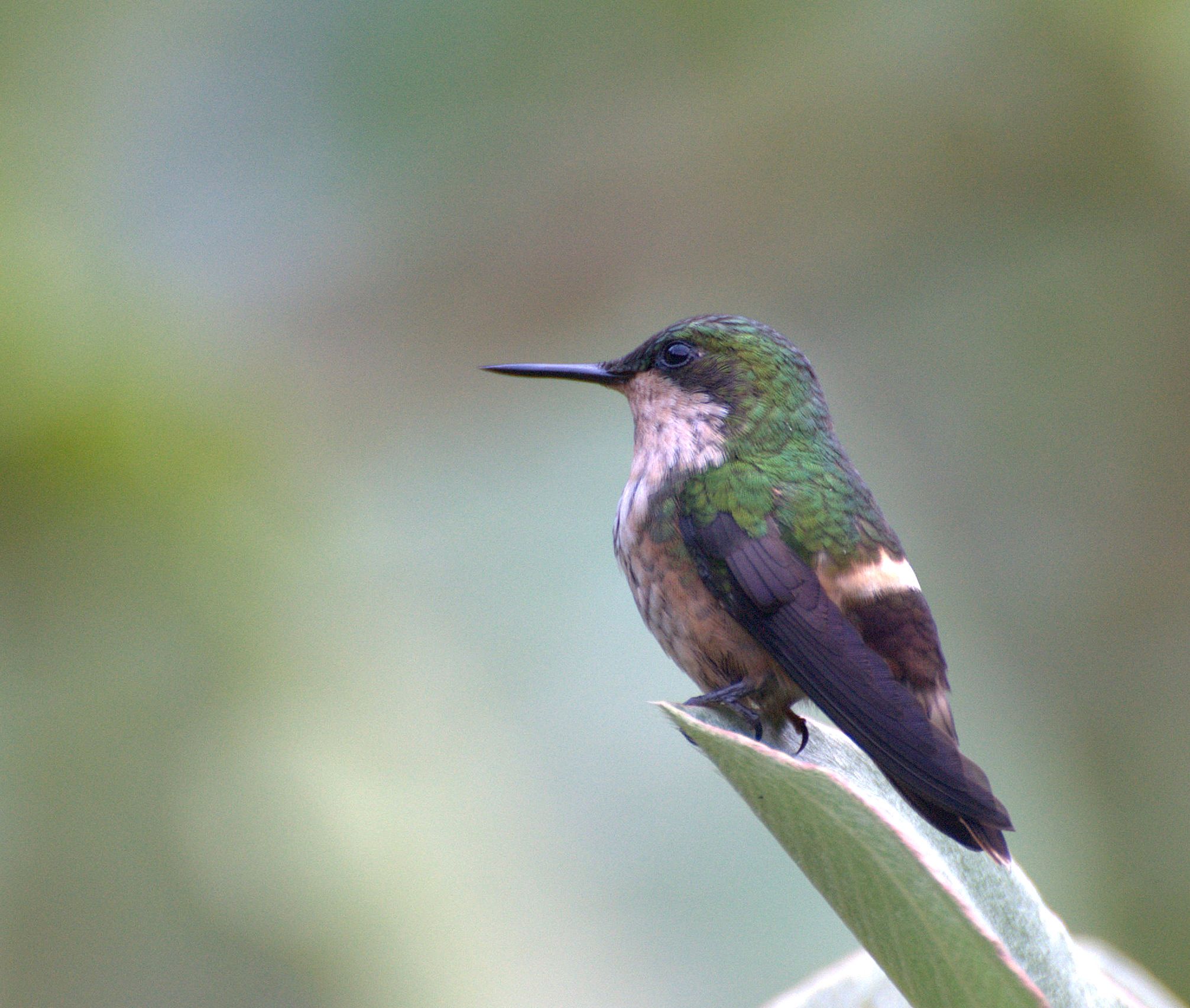
Самиця рудохвостого колібрі-кокетки

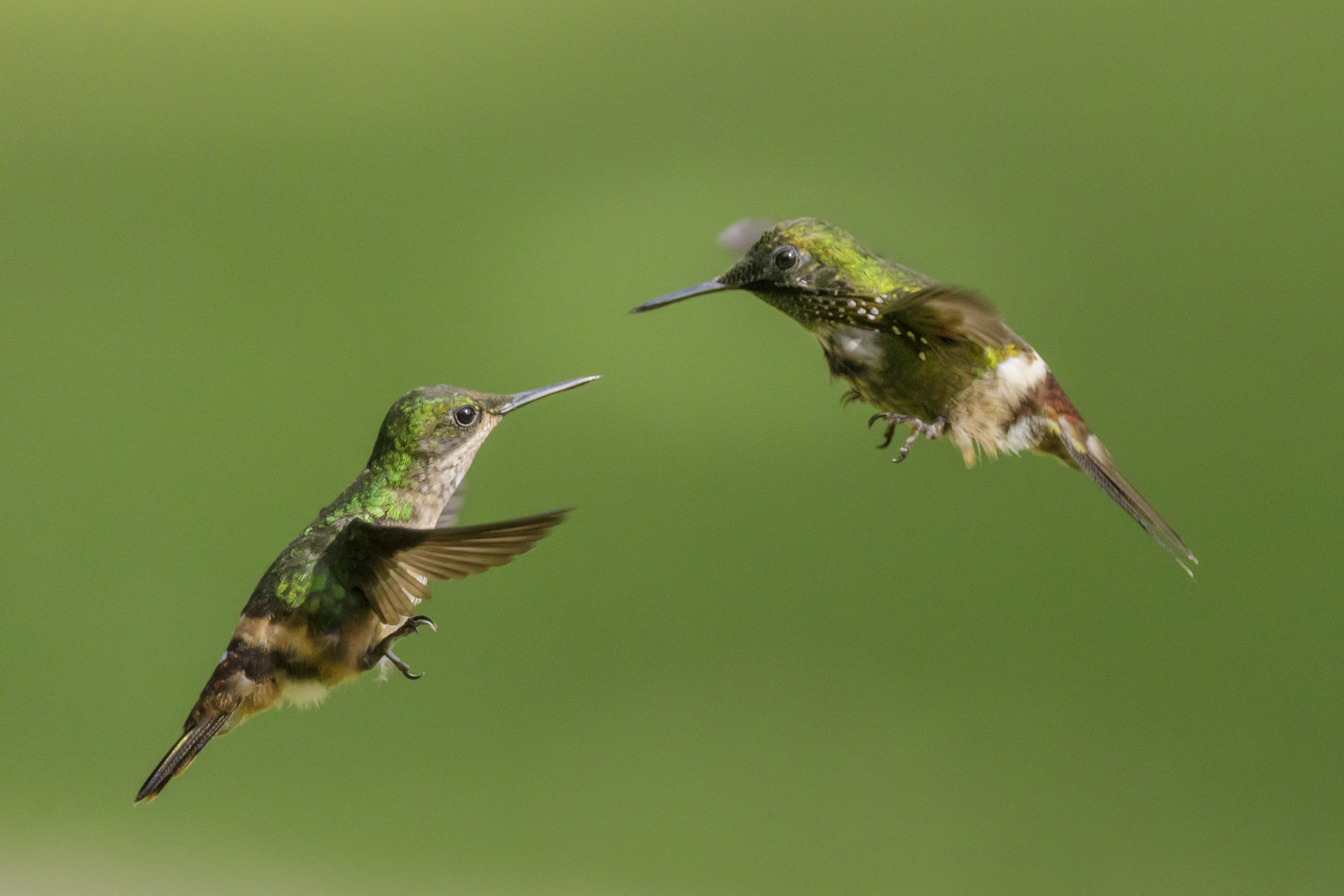
Пара рудохвостих колібрі-кокеток

Довжина птаха становить 7,5-9,1 см, вага 3 г. У самців верхня частина тіла бронзово-зелена, на надхвісті біла смуга. Надхвістя і гузка пурпурво-бронзові, хвіст пурпурово-мідний, крайні стернові пера мають бліді кінчики. Лоб райдужно-зелений, окаймлений чорною смугою. На щоках з боків є короткі пучки зелених пер з білими кінчиками, навколо дзьоба і на підборідді райдужна зелена пляма, пера на ній мають білі кінчики. Груди білуваті, поцятковані чорними смужками. Живіт сірувато-коричневий з чорнуватою смугою посередині. Дзьоб короткий, прямий, чорний.
У самиць щоки чорнуваті з білими "вусами", пучки пір'я на них відсутні. Підборіддя блідо-охристе з темною плямою посередині, решта нижньої частини тіла коричнювата, поцяткована білуватим лускоподібним візерунком. Забарвлення молодих птахів є подібне до забарвлення самиць.

## Поширення і екологія
Рудохвості колібрі-кокетки мешкають на південному сході Бразилії, від Еспіріту-Санту до Санта-Катарини, спостерігалися в Аргентині і Уругваї. Вони живуть у вологих атлантичних лісах, на узліссях і в саванах серрадо. Живляться нектаром квітів, а такрж комахами, яких ловлять в польоті або збирають з рослинності. Сезон розмноження триває з жовтня по лютий. Гніздо невелике, чашоподібне, робиться з м'якого рослинного матеріалу, підвішується до кінчика тонкої гілки на висоті 2-5 м над землею. В кладці 2 яйця. Інкубаційний період триває 13-14 днів, пташенята покидають гніздо через 22 дні після вилуплення.

## Збереження
МСОП класифікує стан збереження цього виду як близький до загрозливого. Рудохвості колібрі-кокетки є відносно рідкісними птахами, яким загрожує знищення природного середовища.